# Virus Shark
Pour plus de détails, voir Fiche technique et Distribution.
Virus Shark est un film d'horreur américain réalisé par Mark Polonia, sorti en 2021.

## Synopsis
Le monde est ravagé par un nouveau virus, SHVID-1, propagé par une morsure de requin. Au fond de l'océan, un groupe de scientifiques mène une course contre la montre pour trouver un remède.

## Distribution
- Jamie Morgan[3] : Kristi Parks[2]
- Steve Diasparra : Rickter D'Amato[3]
- Ken Van Sant[3] : Duke Larson[2]
- Natalie Himmelberger : Anne Satcher[2]
- Titus Himmelberger : Gregory McLandon[2]
- Sarah Duterte : Shannon Muldoon[2]
- Noyes J. Lawton : Mace[2]
- Yolie Canales : Jo Jo[2]
- Todd Carpenter : Garbage
- Mark Polonia : Coroner[2]
- Danielle Donahue[3]
- James Carolus[3]

## Réception critique
Les critiques sont très négatives, pointant notamment :
- un scénario ridicule, qui essaye de tirer profit de la pandémie de Covid-19 en cours, avec une fin un peu déroutante ;
- un jeu lamentable de la part des acteurs, qui ont l’air de débutants essayant de se souvenir de leur texte ;
- des dialogues insipides, récités d’un ton monotone ;
- des effets spéciaux bon marché et vraiment mauvais, qui semblent sortir des années 1990 ;
- un éclairage qui saute sans cesse de beaucoup trop lumineux à beaucoup trop sombre pour voir ce qui se passe[4].

Le film réalise un très faible score (15%) sur le site agrégateur de critiques Rotten Tomatoes.